# ハシジロアビ
ハシジロアビ（嘴白阿比、学名：Gavia adamsii）は、アビ目アビ科に分類される鳥類の一種。

## 分布
ユーラシア大陸極北部、北アメリカ大陸極北部で繁殖し、冬季はやや南下してスカンジナビア半島沿岸、千島列島から日本沿岸、北アメリカ西海岸などに渡り越冬する。
日本では、冬鳥として渡来するが数は少ない。北海道から岩手県の三陸海岸付近にかけての地域では、比較的よく観察される。

黄色は繁殖地、橙色は越冬地

## 形態
体長約89cm。アビ目の中で最大種である。嘴はやや太めで黄色みがかった白色で、やや上に反り返っている。成鳥夏羽は、頭部から頸にかけては光沢のある黒色で、喉と側頸に白と黒の縦じま模様がある。体の上面は黒く白斑が点在し、体の下面は白い。成鳥冬羽は、体の上面が灰色で、体の下面は白い。幼鳥は体の上面が褐色がかっている。雌雄同色である。

## 生態
越冬時は、海上で生活している。港湾に入ることもある。
鳴き声は「アァーッ」。

## 画像
右がハシジロアビ。